# Трубецкой, Никита Романович
Ники́та Рома́нович Трубецко́й (ум. 1608) — князь, русский военный и государственный деятель, рында, голова, воевода и боярин в царствование Ивана Грозного, Фёдора Иоанновича, Бориса Годунова, Лжедмитрия I и Василия Шуйского, старший сын князя Романа Семёновича Трубецкого, воеводы Трубчевского.

## Происхождение
Князья Трубецкие вели своё происхождение от князя брянского, стародубского и трубчевского Дмитрия Ольгердовича, второго сына великого князя литовского Ольгерда Гедиминовича. Вначале князья Трубецкие (Трубчевские) были вассалами и подручниками великих князей литовских из династии Ягеллонов. В 1500 году литовские князья Трубецкие перешли со своим удельным княжеством на службу к великому князю московскому Ивану III Васильевичу.
Никита был старшим сыном князя Романа Семёновича Трубецкого, воеводы Трубчевского. У него был младший брат Тимофей.

## Служба
Никита Начал службу в 1571 году рындой в походе на берег Оки, с Большим Государевым саадаком царевича Ивана Ивановича, старшего сына и наследника царя Ивана Васильевича Грозного, в связи с крымской угрозой. В 1573 году он был головой в Государевом полку в походе в Новгород, а оттуда на Лифляндию. В 1574 году Никита упомянут дворянином и первым головою в Государевом стане в походе в Серпухов. В 1576 году он указан как стольник, служивший за столом четвёртым с цесарскими послами. В 1577 году Никита был послан головой и есаулом в Государевом полку в походе на Лифляндию. В 1578 году по взятии Владимирца Никита упоминается у Государя за кривым столом, а в 1579-1580 годах — головой в Государевом полку в походах на Лифляндию и против поляков. В 1581 году во время бракосочетании царя Ивана Грозного с Марией Фёдоровной Нагой он состоял в свадебном поезде.
В 1584 году Никита был послан первым воеводой правой руки войск в Тарусе для охранения от вторжения крымцев. В том же году после смерти Ивана Грозного и воцарения его сына Фёдора князья Никита и и его брат Тимофей Романовичи Трубецкие получили боярство. В октябре 1585 года он получил приказ из Тарусы ехать в Москву. В ноябре 1586 года Никита был третьим в царском походе в Новгород против шведов, в 1587 году — десятый при представлении бояр польскому послу, а в 1588 году — шестой в ближней Царской тайной думе. В апреле 1589 года Никита судил местничество князей Буйносова, Одоевского и Засекина. В 1590 году он сопровождал царяФёдора Иоанновича во время шведского похода. В сентябре и ноябре этого же года Никита приглашался к Государеву столу, в марте судил местничество князей Туренина и Буйносова, а в июле встречал первым на второй встрече при представлении Государю царевичей Мурата Ахмета и Кумыка Гиреев.
В 1591 году Никита был первым воеводой Передового полка правой руки в Алексине, а в июле под Москвою — против крымцев, которых преследовал до Серпухова. За это он был пожалован шубой, 100 рублей денег, серебряным кубком и золотой корабельник, а в августе приглашён за царский стол обедать. В зимнем походе 1592—1593 годов на шведскую Финляндию Никита был первым воеводой передового полка в русской рати под командованием боярина князя Фёдора Ивановича Мстиславского. В 1592 году он присутствовал на крестинах царевны Федосьи Фёдоровны, у Государя сидел в лавке. В 1593 году Никита послан первым воеводой передового полка на Оке и в Калуге на южной границе. В 1596 году он первый воевода Сторожевого полка в Коломне против крымцев, а в 1598 году — первый судья в Судно-Владимирском приказе. В мае того же года Никита оставлен третьим на охране Москвы на время царского похода в Серпухов в связи с крымской угрозой. В феврале 1599 года он судил местничество князей Бахтеярова, Буйносова, Щербатова и Ромадоновского, а в мае 1601 года приглашён на обед к царю. В этом же году Никита послан вторым воеводой Передового полка в Дедилово.
В 1602 году Никита назначается первым воеводой в Смоленск. В 1603 году он упомянут объезжим головою в Московском кремле, а в октябре 1604 года возглавлял царские войска, направленные на борьбу с польско-литовскими отрядами Лжедмитрия I. Во время этого похода он участвовал в обороне Новгорода-Северского, где разбил войска Лжедмитрия убив у него до 4.000 тысяч воинов, прогнал от города.
В 1605 году Никита переходит на сторону Лжедмитрия I и становится одним из его приближенных. При нём он был шестым советником в Большом совете. В мае 1606 года на свадьбе Лжедмитрия и Марины Мнишек Никита сидел первым в лавке ниже боярынь в кривом столе. После низложения и убийства Лжедмитрия I он выступает за избрание на царство боярина князя Василия Ивановича Шуйского. Вскоре после этого Никита сошёл с политической сцены.
В январе 1608 года он присутствовал на свадьбе царя Василия Шуйского с княжной Буйносовой, сидел первым за большим столом. В том же году он умер, приняв перед смертью иночество с именем Иоанн.

## Брак и дети
Имя жены Никиты неизвестно. Дети:
- Юрий Никитич (умер в 1634), боярин и конюший Лжедмитрия II, перешёл в католичество с именем Юрий Вигунд Иероним.
- Фёдор Никитич.
- Алексей Никитич (около 1600 — 1680), боярин.